# Kerkhof van Supt
Het Kerkhof van Supt is een begraafplaats in het Franse dorp Supt in het departement Jura. 
Het kerkhof ligt aan de zuidrand van het dorp rond de Église Saint-Étienne en heeft een cirkelvormig grondplan dat omsloten wordt door een ruwe stenen muur. De toegang bestaat uit een tweedelig metalen hek. Aan de noordzijde van de kerk staat een gedenkzuil voor de oorlogsslachtoffers.

## Britse oorlogsgraven
In het zuidelijke deel van het kerkhof liggen een viertal perken met in totaal 8 Britse militairen die omkwamen tijdens de Eerste Wereldoorlog. Vier van hen waren leden van het Canadian Forestry Corps, de andere vier waren leden van de Canadian Railway Troops. Deze korpsen werden opgericht voor het verlenen van logistieke en materiële steun aan de strijdende eenheden.
De slachtoffers stierven tussen 4 juli 1917 en 23 september 1918 (meestal door een ongeval of ziekte). Hun graven worden onderhouden door de Commonwealth War Graves Commission en staan er geregistreerd onder Supt Churchyard.